# 電話 (オペラ)
『電話』（でんわ、The Telephone）、または『電話、または三角関係』（でんわ またはさんかくかんけい、The Telephone, or L'Amour à trois）は、ジャン＝カルロ・メノッティ脚本・作曲による全一幕の英語のコミックオペラ。1947年2月18日から2月20日に、ニューヨーク市のヘックシャー劇場で、同じくメノッティ作のオペラ『霊媒』との2本立てで初演された。また、同年5月1日にはエセル・バリモア劇場で、1965年7月31日にはメトロポリタン歌劇場でも上演されている。

## 登場人物
配役は初演時のもの。
- ルーシー（Lucy England）：マリリン・コトロー（英語版）（Marilyn Cotlow） - ソプラノ
- ベン（Ben Upthegrove）：フランク・ロジェ（Frank Rogier） - バリトン

## あらすじ
ルーシーが住むアパートの部屋をボーイフレンドのベンが訪れる。ベンはルーシーにプロポーズをするつもりなのだが、旅行の予定が控えているため急いで伝える必要があった。ベンが話を切り出そうとしたその時、ちょうど部屋の電話機のベルが鳴り、受話器をとったルーシーは長電話に興じ始める。その後、電話が終わり会話を再開しようとするベンだったが、そこでまたも電話が鳴り会話が中断される。同様のやり取りが続き業を煮やしたベンは隙を見て電話線をハサミで切断しようとするが、寸前で電話が鳴り未遂に終わる。ルーシーはその後も長電話を続け、ベンは諦めてルーシーのもとを去る。
部屋を後にしたベンは、最後の試みとして公衆電話からルーシーに電話をかける。そこでルーシーが電話に応じようやく会話の機会を得たベンは、ルーシーにプロポーズする。ルーシーはそれを受け入れ、最後に、彼女の電話番号を覚えているかどうかをベンに確認する。

## 映像化作品
- 1968年、ドイツの放送局・自由ベルリン放送とオーストリアの放送局・オーストリア放送協会向けにオペラ映画が制作された。アニャ・シリヤとエーベルハルト・ウェヒターが演じ、指揮者をウルフギャング・レナート（英語版）が、監督をオットー・シェンクが務めた。
- 2006年、デッカ・レコードからライセンスを受け、Video Artists International（英語版）よりDVDがリリースされた。キャロル・ファーリー（英語版）とラッセル・スマイスが演じ、ホセ・セレブリエール指揮によりスコットランド室内管弦楽団が演奏を行っている。なお、このDVDには、本作と同じく電話を主題としているフランシス・プーランク作のオペラ『人間の声』の上演内容も同時収録されている。